# Шалет сир Лоан
Шалет сир Лоан (фр. Châlette-sur-Loing) насеље је и општина у централној Француској у региону Центар (регион), у департману Лоаре која припада префектури Монтаржи.
По подацима из 2011. године у општини је живело 13.104 становника, а густина насељености је износила 998,02 становника/km². Општина се простире на површини од 13,13 km². Налази се на средњој надморској висини од 84 метара (максималној 114 m, а минималној 77 m).

## Демографија
| 1962. | 1968.  | 1975.  | 1982.  | 1990.  | 1999.  | 2011.  |
| ----- | ------ | ------ | ------ | ------ | ------ | ------ |
| 9.531 | 12.745 | 13.820 | 14.961 | 14.591 | 13.969 | 13.104 |

График промене броја становника у току последњих година